# 진주 대천리 입석
진주 대천리 입석(晋州 大川里 立石)은 대한민국 경상남도 진주시 이반성면 대천리에 있는 입석이다.
1990년 12월 20일 경상남도의 문화재자료 제177호 진양군대천리입석으로 지정되었다가, 2018년 12월 20일 현재의 명칭으로 변경되었다.

## 개요
입석은 바위를 길게 다듬어 세워두는 것으로, 선돌이라고도 하며 고인돌과 같은 큰돌 문화의 일종이다. 선사시대에는 고인돌 주변에 세워 묘의 영역을 나타내기도 하였고, 역사시대에 와서는 마을 입구에 세워 귀신을 막거나 경계를 표시하였으며, 토착신앙과 합쳐져 장수를 비는 대상이 되기도 하였다.
이렇듯 신앙의 대상이 되면서 그에 얽힌 전설이 있기 마련인데, 이 입석에도 다음과 같은 사연이 전해지고 있다. 고려시대 중엽 즈음 두 개의 커다란 돌이 반촌(지금의 대동마을)에서 민촌(지금의 하촌마을)방향으로 걸어가고 있었다. 부엌에서 밥을 짓던 어느 처녀가 이를 보고 막대기로 마당을 치자 돌이 멈추어 그 자리에 우뚝 서게 되었고, 그 모습대로 오늘날까지 이르게 되었는 것이다. 그 두 개의 돌이 바로 이 입석으로, 이 돌들은 차기의 도읍지를 향하여 걸어가던 중 이었다고 전하고 있다.
현재 이들은 논 가운데에 자리하고 있는데, 그 위치로 보아 풍년을 기원하기 위한 제사의 대상이었을 것으로 추측된다.

## 참고 자료
- 진양군대천리입석 - 국가유산청 국가유산포털